# Parque Natural da Madeira
O Parque Natural da Madeira é uma reserva biogenética na qual pode ser encontrada uma flora e fauna únicas. Foi criado em 10 de Novembro de 1982 com o intuito de salvaguardar um vasto património natural do Arquipélago da Madeira, incluindo espécies em vias de extinção, que constitui uma raridade a nível mundial.
Este parque engloba cerca de dois terços do território da ilha da Madeira e nele estão definidas reservas naturais integrais e parciais, paisagens protegidas e zonas para recreio. Entre eles destacam-se a Floresta Laurissilva, a Ponta de São Lourenço, a Reserva Natural das Ilhas Desertas, a Reserva Natural das Ilhas Selvagens, a Reserva Natural Parcial do Garajau, a Reserva Natural da Rocha do Navio e a Rede de Áreas Marinhas Protegidas do Porto Santo.

## Levadas
As levadas da ilha da madeira são uma das melhores formas de conhecer uma parte significativa o parque natural da madeira .
- Lista das levadas da ilha da madeira